# Lenarto
Lenarto — залізний метеорит масою 108500 грам.